# San Pietro Mussolino
San Pietro Mussolino er en italiensk by (og kommune) i regionen Veneto i Italien, med omkring 1.546(2023) indbyggere. 